# Maurice Banach
Maurice „Mucki“ Banach (* 9. Oktober 1967 in Münster; † 17. November 1991 bei Remscheid) war ein deutscher Fußballspieler. Der Sohn einer Deutschen und eines US-amerikanischen Soldaten galt als eines der hoffnungsvollsten Stürmertalente der späten 1980er- und frühen 1990er-Jahre in Deutschland.

## Vereinskarriere
Banach spielte bis zur C-Jugend für Preußen Münster und wechselte danach zur B-Jugend von Borussia Dortmund. In Dortmund erhielt er im Alter von 17 Jahren seinen ersten Profivertrag. Er bestritt bis 1988 14 Bundesligaeinsätze für den BVB und erzielte dabei zwei Tore. Da ihm aber der Durchbruch beim BVB verwehrt blieb, wechselte er im Sommer 1988 zum Zweitligisten SG Wattenscheid 09, bei dem er in der Saison 1989/1990 mit 21 Treffern Torschützenkönig wurde.
Anschließend wechselte Banach zum 1. FC Köln in die 1. Bundesliga. In 49 Spielen für die Kölner gelangen ihm 24 Tore. Seine letzten beiden Tore erzielte der Stürmer am 9. November 1991 im heimischen Müngersdorfer Stadion beim 4:1-Sieg gegen Fortuna Düsseldorf, eine Woche später bestritt er das letzte Spiel in seiner Profikarriere auswärts beim FC Schalke 04. Nachdem Banach vereinbart hatte, nach dem Spiel nicht mit der Mannschaft nach Köln zurückzukehren, sondern in seiner Heimatstadt Münster zu bleiben, machte er sich am nächsten Morgen von dort zum Training auf.

## Unfalltod
Am Morgen des 17. November 1991 verunglückte Banach auf der A1 bei Remscheid in der Nähe der Anschlussstelle Remscheid-Lüttringhausen tödlich. Sein Wagen kam von der Fahrbahn ab, prallte gegen einen Brückenpfeiler und ging in Flammen auf. Banach war vermutlich sofort tot und verbrannte in seinem Fahrzeug. Als mögliche Unfallursache wurde überhöhte Geschwindigkeit angenommen. Allerdings konnten die genauen Umstände des Unfalls nie vollständig aufgeklärt werden. Sein Grab befindet sich auf dem Zentralfriedhof in Münster. Das anstehende Bundesligaspiel gegen Dynamo Dresden wurde durch den 1. FC Köln abgesagt und am 10. Dezember 1991 nachgeholt. Beim Länderspiel der deutschen Mannschaft drei Tage nach dem Unfall in Brüssel gegen Belgien (1:0) wurde eine Schweigeminute für Banach abgehalten.

## Nachwirkungen
18 Jahre nach dem Unfalltod des Stürmers erhob seine Witwe Claudia Banach beim FC-Stammtisch Talk von Ralf Friedrichs Vorwürfe in Richtung des 1. FC Köln, dieser habe sich nach dem Tod Maurice Banachs nicht angemessen verhalten. Die Äußerungen der Witwe befeuerten den bereits entstandenen Mythos um den Spieler, dessen Ableben und der dann beginnende sportliche Abstieg des Vereins vom Spitzenclub zum Fahrstuhlverein oftmals in Zusammenhang genannt wurden. Die Vorwürfe wurden 2020 durch den ehemaligen Mitspieler Andreas Gielchen erneut aufgebracht und konkretisiert. Im Nachgang konnten sich der Verein und die Familie des Stürmers rund um den 30. Todestag Maurice Banachs versöhnen; ein Benefiz-Spiel wurde dabei fest vereinbart. Durch eine von Andreas Gielchen initiierte Trikot-Aktion, einen eigens komponierten kölschen Song von Mathias Nelles För eine Daach met Dir sowie durch das Buch Maurice Banach – Sie nannten ihn Mucki von Ralf Friedrichs und Thomas Reinscheid soll das Andenken an den Spieler zusätzlich gewahrt werden.
Banach hinterließ neben seiner Witwe Claudia zwei gemeinsame Söhne.

## Erfolge
- Torschützenkönig der 2. Bundesliga: 1989/90
- DFB-Pokalfinalist 1990/91

## Publikation
- Maurice Banach – Sie nannten ihn Mucki (2021), Verlag: Edition Steffan, ISBN 978-3-923838-91-2.